# كيث سميث (لاعب كرة قدم أسترالية)
كيث سميث (بالإنجليزية: Keith Smith)‏ هو لاعب كرة قدم أسترالية أسترالي، ولد في 31 مايو 1914 في ساوث ملبورن في أستراليا، وتوفي في 12 يونيو 1997.

## وصلات خارجية
- كيث سميث على موقع AustralianFootball.com (الإنجليزية)
- كيث سميث على موقع AFLtables.com (الإنجليزية)